# Lubbinge
Lubbinge is een buurtschap in de provincie Drenthe (Nederland). De buurtschap Lubbinge ligt even ten noorden van het dorp Zuidwolde, en maakt deel uit van de gemeente De Wolden.

## Benaming
De buurtschap Lubbinge is vernoemd naar zijn eerste bewoner. De veenarbeider Lubbe (ook wel Lubbo genoemd) bouwde hier zijn plaggenhut. Een dergelijke plaggenhut werd toentertijd ook wel aangeduid als een inge. Hierdoor ontstond de samenvoeging Lubbe-Inge, wat verbasterde tot Lubbinge.

## Infrastructuur
De buurtschap Lubbinge telt slechts één weg, genaamd de Lubbingerweg. Het ligt tussen de Hoogeveenseweg en de Echtenseweg.
De weg werd in het verleden frequent gebruikt als binnendoorweg op de route Zuidwolde - Echten (Hoogeveenseweg, dan Lubbingerweg, dan Echtenseweg) en vice versa, terwijl de gewenste route volgens gemeente Hoogeveenseweg en dan Echtenseweg via de T-splitsing was. De weg is daarom tegenwoordig afgesloten voor gemotoriseerd verkeer (uitgezonderd bestemmingsverkeer). De Lubbingerweg geeft toegang tot een aantal huizen en de omliggende akkers en weilanden.
De Lubbingerweg wordt omgeven door bomen en struiken, die slechts beperkt zicht leveren op de omliggende landerijen.

## Demografie
De buurtschap Lubbinge is zeer dunbevolkt; Slechts drie boerderijen zijn rechtstreeks verbonden met de Lubbingerweg.
Dorpen en Buurtschappen: Alteveer · Ansen (deels) · Berghuizen · Drogteropslagen · Echten · Eursinge · Fort · Haakswold · Hees · Kerkenveld · Koekange · Koekangerveld · Linde · Oldenhave · Oosteinde · Ruinen · Ruinerweide · Ruinerwold · Veeningen · Weerwille · de Wijk · Zuidwolde

Overige kernen: Anholt · Armweide · Bazuin · Benderse (deels) · Blijdenstein · Bloemberg · Braamberg (deels) · Buitenhuizen · Bultinge · Dickninge · Dijkhuizen · Drogt · Dunningen · Eemten · Engeland · Gijsselte · Haalweide · Hoge Linthorst · Kraloo (deels) · Kraloo · Leeuwte · Lubbinge · Lunssloten · Middelveen · Nolde · Noordwijk · Oosterwijk · Oshaar · Oud Veeningen · Paardelanden · Pieperij · Rheebruggen · Schottershuizen · Schrapveen · De Stapel · Steenbergen · Struikberg · De Stuw · Ten Arlo · De Tippe · Vuile Riete · Wemmenhove · Witteveen (deels) 

Drenthe: Steden en dorpen      Nederland: Provincies · Gemeenten